# Cikó
Cikó je vas na Madžarskem, ki upravno spada pod podregijo Bonyhádi Županije Tolna.